# Aradus lugubris
Aradus lugubris är en insektsart som beskrevs av Carl Fredrik Fallén 1807. Aradus lugubris ingår i släktet Aradus och familjen barkskinnbaggar. Arten är reproducerande i Sverige.

## Underarter
Arten delas in i följande underarter:
- A. l. lugubris
- A. l. nigricornis